# Turó Gros (Fogars de Montclús)
El Turó Gros és una muntanya de 1.644 metres que es troba al municipi de Fogars de Montclús, a la comarca del Vallès Oriental.